# Big3
Die Big3 ist eine US-amerikanische Basketballprofiliga in der Spielart 3-gegen-3. Sie wurde im Januar 2017 gegründet.

## Geschichte
Die Gründung der 3-gegen-3-Liga Big3 erfolgte am 11. Januar 2017 vom Musiker Ice Cube sowie dem Medien- und Musikunternehmer Jeff Kwatinetz in New York. Als ersten Spieler nahm die Liga den ehemaligen NBA-Profi Kenyon Martin unter Vertrag. Am 30. April 2017 wurde ein Draftverfahren durchgeführt, bei dem die Mannschaften Spieler für ihre Kader auswählten. An erster Stelle sicherte sich die Mannschaft Trilogy die Dienste von Rashad McCants. Die Liga schloss einen Fernsehvertrag mit dem Sender Fox Sports.
An der ersten Spielzeit der Liga, die von Ende Juni bis Ende August 2017 stattfand, nahmen acht Mannschaften (3’Company, 3 Headed Monsters, Ball Hogs, Ghost Ballers, Killer 3s, Power, Trilogy, Tri-State) mit jeweils fünf Spielern teil. Die Mehrheit der Spieler waren frühere Profis der herkömmlichen Basketballvariante, darunter Mahmoud Abdul-Rauf, Kwame Brown und Andre Owens. Ende Januar 2017 verpflichtete die neue Liga namhafte Basketball-Persönlichkeiten als Trainer, darunter Gary Payton, Clyde Drexler, Rick Barry und Rick Mahorn und Allen Iverson (Letzterer fungierte als Spielertrainer).
Die Premierensaison wurde an acht Hauptrundenspieltagen in acht unterschiedlichen Städten der Vereinigten Staaten ausgetragen. Im Rahmen eines Spieltags bestritt jede Ligamannschaft jeweils in derselben Halle eine Partie. Die vier bestplatzierten Mannschaften der Hauptrunde traten an einem neunten Spieltag in den Halbfinalbegegnungen an, die übrigen Mannschaften trugen Platzierungsspiele aus. An einem zehnten Wochenende fanden in Las Vegas das Endspiel sowie das Spiel um den dritten Platz statt. Trilogy sicherte sich den ersten Meisterschaftstitel der neuen Liga durch einen 51:46-Finalsieg über 3 Headed Monsters. Als bester Spieler der Auftaktsaison wurde Rashard Lewis ausgezeichnet. Nach Angaben der Liga betrug die durchschnittliche Zuschauerzahl an den Spieltagen der Premierensaison 11 000.
Im März 2018 übernahm Clyde Drexler das Amt des Ligaleiters der Big3 und trat damit die Nachfolge von Roger Mason an. In ihrem zweiten Spieljahr steigerte die Big3 ihren Zuschauerschnitt auf 14 000. Meister wurde die Mannschaft Power, die Auszeichnung als bester Spieler der 2018er Saison erhielt Corey Maggette. Betreut wurde die Meistermannschaft von Nancy Lieberman, die damit als erste Frau den Meistertitel in einer männlichen Profisportliga gewann.
Anfang April 2019 einigte sich die Liga auf einen Vertrag mit dem Sender CBS Sports zur Übertragung der Ligaspiele. Vor der dritten Saison im Sommer 2019 wurde die Zahl der teilnehmenden Mannschaften von acht auf zwölf erhöht, hinzukamen Aliens, Bivouac, Enemies und Triplets. Als bekannte neue Spieler wurden Joe Johnson, Greg Oden, Gilbert Arenas und Lamar Odom in die Liga geholt. Die Mannschaft Triplets stand im Endspiel der 2019er Saison den Killer 3s gegenüber und setzte sich mit 50:39 durch. Joe Johnson erzielte den entscheidenden Wurf zum Gewinn der Meisterschaft und wurde zudem als bester Spieler der Saison ausgezeichnet.
Im Jahr 2020 wurde aufgrund der COVID-19-Pandemie keine Big3-Saison ausgetragen. 2021 wurde wieder gespielt, die Mannschaft Trilogy gewann nach 2017 ihren zweiten Meistertitel, entscheidender Mann beim in Nassau auf den Bahamas errungenen 50:45-Endspielsieg über die 3 Headed Monsters Anfang September war Jarrett Jack, der 29 Punkte für Trilogy erzielte. Als bester Spieler der Big3-Saison 2021 wurde wie 2019 Joe Johnson ausgezeichnet.
2022 wiederholte die Mannschaft Trilogy ihren Meistertitel. 2023 gewann die Mannschaft Enemies, ausgetragen wurde die Endrunde in London und damit nach 2021 zum zweiten Mal im Ausland.

## Regelwerk
Die Spielordnung der Liga weicht in mehreren Punkten vom 3-gegen-3-Regelwerk des Weltverbandes FIBA ab. So gewinnt in der Big3 jene Mannschaft, die in einem Spiel zuerst 50 Punkte erzielt (zunächst waren es 60). Auf dem Spielfeld in der Big3 gibt es außerhalb der Dreipunktlinie drei Vierpunktkreise: Berührt ein Spieler mit mindestens einem Fuß einen dieser Kreise zu Beginn der Wurfbewegung und erzielt den Korb, werden seiner Mannschaft vier Punkte zugesprochen. Die Angriffszeit beträgt 14 Sekunden.